# Tribuno militar
Tribuno militar ("tribunus militum" em latim: tribunus militum) era uma patente de oficial em uma legião romana.

## Detalhes

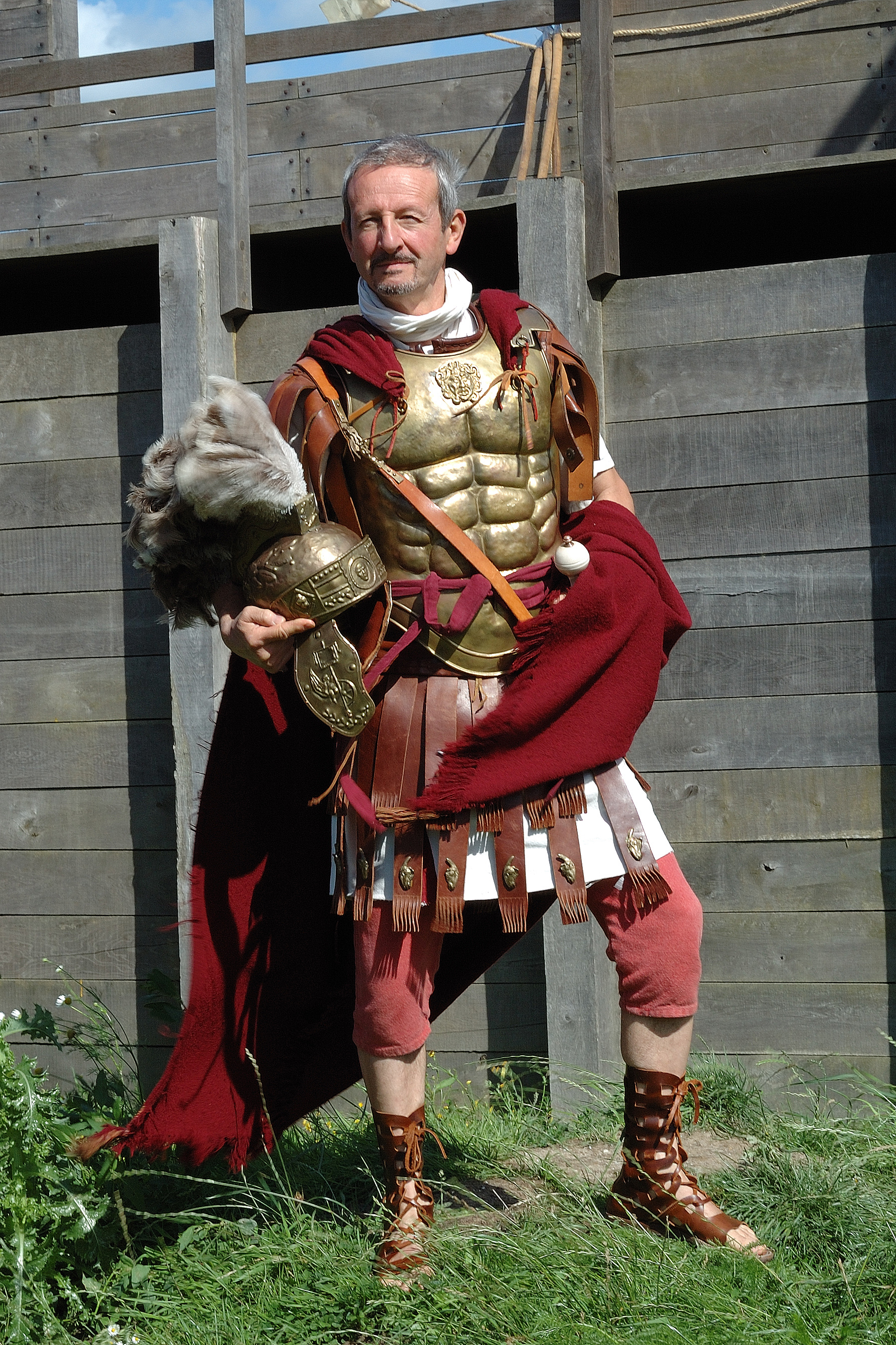
Reconstituição moderna de um tribuno militar romano

No período republicano, havia seis tribunos militares designados para cada legião. Eram escolhidos pelo senado e, inicialmente, pertenciam à classe aristocrática da sociedade romana.
Tito Lívio menciona que, nos primeiros anos da República, os tribunos podiam, eventualmente, substituir os cônsules, sendo chamados de tribunos consulares ("tribuni militum consulari potestate" -"tribunos militares com poder consular"). Nesse caso, em lugar dos dois cônsules, eram eleitos entre quatro e seis tribunos militares, com mandato de um ano (o mesmo tempo de mandato dos cônsules).
Após as reformas realizadas por Caio Mário, criando um exército profissional, as legiões passaram a ser comandadas por um legado, cuja autoridade se sobrepôs à dos tribunos.
Entre os seis tribunos de uma legião, distinguia-se o tribuno laticlávio, escolhido, obrigatoriamente, entre a classe senatorial. Os demais tribunos eram chamados de tribunos augusticlávios. No período imperial, admitia-se que esses tribunos fossem recrutados na classe equestre.